# Phypia ornatifrons
Phypia ornatifrons är en insektsart som beskrevs av Jacobi 1910. Phypia ornatifrons ingår i släktet Phypia och familjen vedstritar. Inga underarter finns listade i Catalogue of Life.